# Parafia Świętego Krzyża w Rzeszowie
Parafia Świętego Krzyża w Rzeszowie − parafia znajdująca się w diecezji rzeszowskiej w dekanacie Rzeszów Fara. Erygowana w 1970. Mieści się przy ulicy 3 Maja. Kościół parafialny, murowany, zbudowany w 1645. 

## Historia
W 1645 roku w Rzeszowie Zofia Pudencjanna Ostrogska zbudowała kościół i klasztor dla sióstr Klarysek, ale w 1658 Jerzy Sebastian Lubomirski sprowadził oo. Pijarów. W 1658 roku rozpoczęto naukę w nowej szkole pijarskiej i dobudowano kaplicę św. Józefa Kalasantego i obecną zakrystię. W 1702 roku dokonano przebudowy frontonu kościoła i dobudowano kaplice św. Filipa Nereusza i św. Jana Nepomucena, według projektu włoskiego arch. van Grawena. W 1776 roku Austriacy dokonali zasady zakonu, a kościołem zarządzali diecezjalni księża katecheci. W tym kościele modlił jako nauczyciel gimnazjum św. ks. Stanisław Papczyński, i jako uczniowie gimnazjum modlili się: św. Józef Sebastian Pelczar, bł. ks. Roman Sitko, bł. ks. Jan Balicki. 
Podczas II wojny światowej została zniszczona wieża południowa, później odbudowana przez ks. kan. Stanisława Kulanowskiego. W latach 1951–1970 rektorem kościoła był ks. prałat Walenty Bal. W 1970 roku dekretem bpa Ignacego Tokarczuka została erygowana parafii pw. Świętego Krzyża, z wydzielonego terytorium parafii św. Wojciecha i Stanisława. W latach 1973–1980 przy parafii, jako rezydent mieszkał ks. Marian Szarek. W 1989 roku kościół został przepisany na własność parafii. 1 października 2011 roku bp Kazimierz Górny dokonał koronacji Obrazu Matki Bożej Szkaplerznej. W 2015 roku bp Jan Wątroba ustanowił Sanktuarium Matki Bożej Szkaplerznej.

## Proboszczowie parafii
| Lata         | Proboszcz              |
| ------------ | ---------------------- |
| 1970–1998    | ks. inf. Walenty Bal   |
| 1998–2023    | ks. Władysław Jagustyn |
| 2023–obecnie | ks. Tomasz Nowak       |